# Herklotsichthys ovalis
Herklotsichthys ovalis is een straalvinnige vissensoort uit de familie van haringen (Clupeidae). De wetenschappelijke naam van de soort is voor het eerst geldig gepubliceerd in 1830 door Anonymous Bennett.